# Peripeții noi
Peripeții noi este al doilea album de studio al cântărețului român de muzică folk Mircea Vintilă. Materialul discografic a apărut în anul 1984 la casa de discuri Electrecord.

## Piese
1. Prolog (Mircea Vintilă – Gheorghe Azap) – 1:55
2. Strada Popa Nan (Mircea Vintilă – Dorin Liviu Zaharia) – 3:35
3. Oprește-mă la tine (Mircea Vintilă – Gheorghe Azap) – 2:54
4. Pădurea ca o fată frumoasă (Mircea Vintilă – Dan David) – 2:49
5. Adio, deci, pe curînd (Mircea Vintilă – Florian Pittiș) – 3:27
6. Menuet (Mircea Vintilă – George Stanca) – 4:04
7. Peste răbdări te-am așteptat (Mircea Vintilă – Gheorghe Azap) – 3:56
8. Amiaza era dusă (Mircea Vintilă – Ion Horea) – 3:55
9. Mărturisiri (Mircea Vintilă – Gheorghe Azap) – 2:46
10. Scrisoare (Mircea Vintilă – Gheorghe Azap) – 4:03
11. Epilog (Mircea Vintilă – Florian Pittiș) – 2:27

## Personal
În afară de Vintilă, numele altor muzicieni (cântăreți, instrumentiști) nu sunt menționate pe coperta discului. Echipa tehnică este reprodusă mai jos exact așa cum apare ea pe copertă.
- Mircea Vintilă – compozitor, chitară
- Ștefan Cărăpănceanu – redactor muzical
- Theodor Negrescu – maestru de sunet
- Manuela Manuilă – asistența tehnică
- Remus Stoica – transpunerea pe disc
- Alexandru Andrieș – grafică
- Radu Vintilescu – foto